# Festung von Muxima

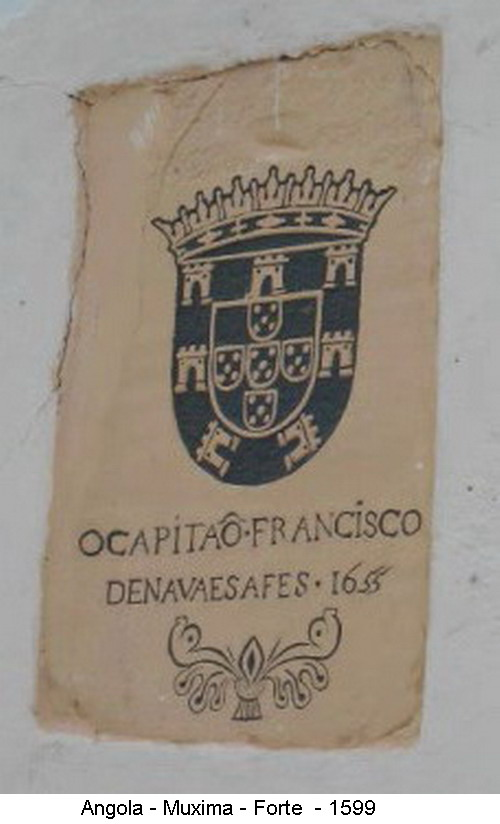
Portugiesisches Wappen an der Festung von Muxima

Die Festung von Muxima ist eine Festungsanlage, die 1599 von Portugiesen in Angola angelegt wurde.

## Geschichte
Die Festung in Muxima war Teil einer Reihe von portugiesischen Festungsanlagen entlang der angolanischen Küste, die rund um das Jahr 1600 errichtet wurden, wie beispielsweise in Massangano 1583 und Cambambe 1604. Ein entscheidender Faktor für die Errichtung der Festung war die Lage am Fluss Cuanza, der Zugang zum Landesinneren ermöglichte. Die Festung von Muxima wurde als Basis für portugiesische Truppen genutzt, die beispielsweise zu Raubzügen ins Landesinnere aufbrachen. Auch im Sklavenhandel kam Muxima zu Bedeutung, da die Portugiesen immer mehr angolanische Menschen versklavten und sie über Muxima in die Neue Welt verschifft wurden. Auch der Handel mit Elfenbein war ein wichtiger Wirtschaftszweig in Maxima.
Am 12. Januar 1924 wurde die Festung als portugiesisches Nationaldenkmal (Monumento Nacional) klassifiziert. Seit 2003 wird es in der portugiesischen Denkmalliste SIPA unter der Nummer 20043 geführt.

## Heute
Der Zustand der Festung wird als schlecht beschrieben. Die Anlage ist Eigentum des angolanischen Staates und wird vom Kulturministerium in Stand gehalten. Seit 1996 befindet sich die Festung von Muxima auf der Tentativliste Angolas, wurde also für die Aufnahme auf die Liste des UNESCO-Welterbes vorgeschlagen.